# 콩테

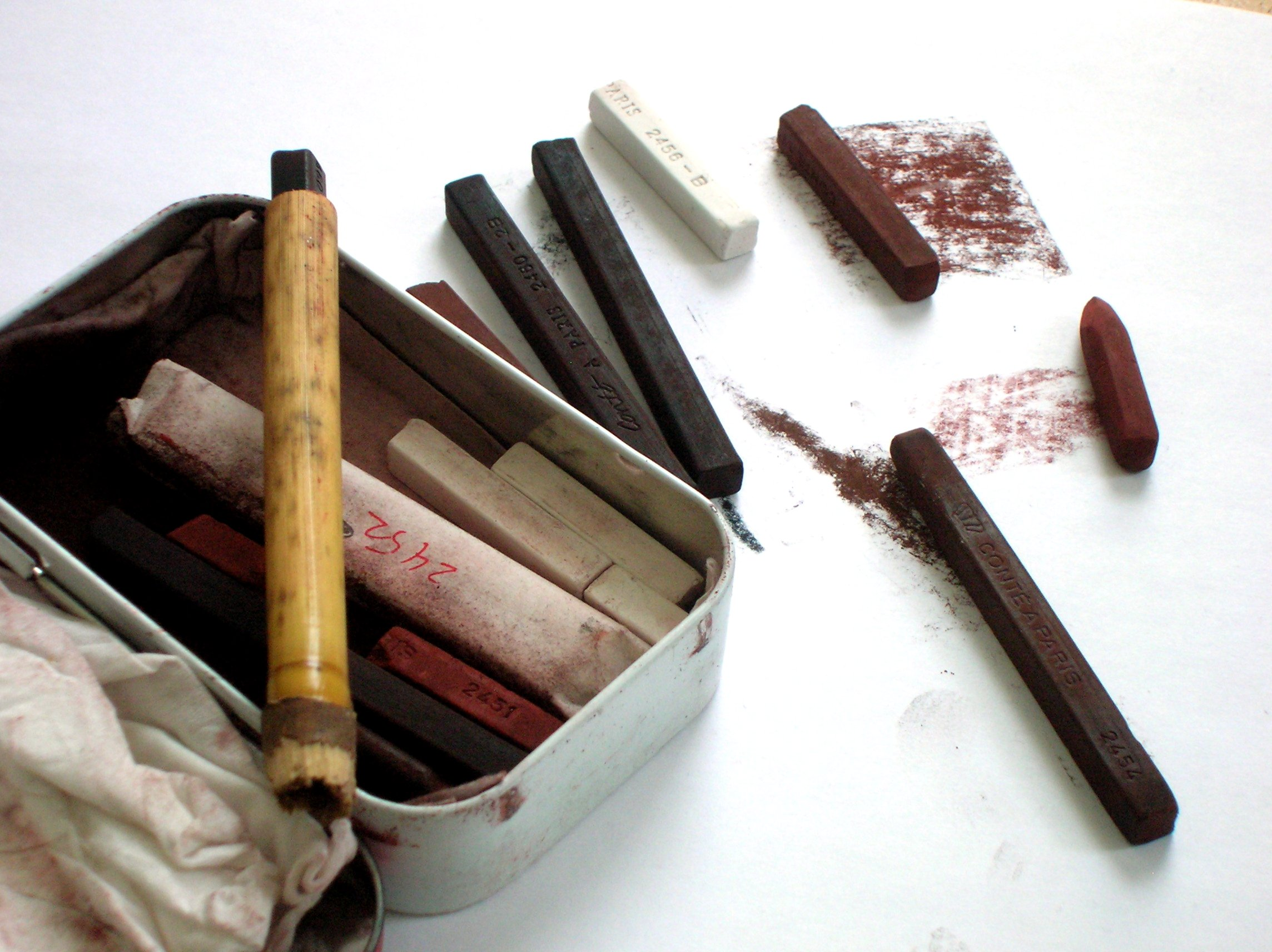

콩테(프랑스어: Conté)는 흑연 또는 숯을 가루로 갈아서 밀랍 또는 점토와 섞어 압축해 만든 그림도구이다. 단면은 정사각형이고, 1795년 니콜라자크 콩테가 발명했다. 나폴레옹 전쟁 당시 흑연이 모자라자 점토를 섞어 사용한 것이 유래가 되었다. 콩테는 제작 단가가 싸고 경도를 쉽게 조절할 수 있다.
흑, 백, 세피아(褐色), 상기느(적갈색) 네 가지 색이 있다. 천연 백아(白亞), 석고, 활석, 흑연, 목탄, 적갈색의 천연 광석 등의 원료광물을 극미립자로 만들어 미량의 고착 메디움을 가해 각봉(角棒)이나 둥근 막대로 눌러서 만드는데 고착성은 좋으나 전혀 납(臘) 성분은 포함하지 않는 것이 특징이다. 경도는 연필에서 목탄 사이까지 수종이 있다.